# Дейзі (Джорджія)
Дейзі (англ. Daisy) — місто (англ. city) в США, в окрузі Еванс штату Джорджія. Населення — 159 осіб (2020).

## Географія
Дейзі розташоване за координатами 32°9′6″ пн. ш. 81°50′5″ зх. д. / 32.15167° пн. ш. 81.83472° зх. д. (32.151684, -81.834740).  За даними Бюро перепису населення США в 2010 році місто мало площу 2,40 км², з яких 2,26 км² — суходіл та 0,14 км² — водойми. В 2017 році площа становила 2,64 км², з яких 2,49 км² — суходіл та 0,14 км² — водойми.

### Клімат
| Клімат : Дейзі               | Клімат : Дейзі | Клімат : Дейзі | Клімат : Дейзі | Клімат : Дейзі | Клімат : Дейзі | Клімат : Дейзі | Клімат : Дейзі | Клімат : Дейзі | Клімат : Дейзі | Клімат : Дейзі | Клімат : Дейзі | Клімат : Дейзі | Клімат : Дейзі |
| Показник                     | Січ.           | Лют.           | Бер.           | Квіт.          | Трав.          | Черв.          | Лип.           | Серп.          | Вер.           | Жовт.          | Лист.          | Груд.          | Рік            |
| Абсолютний максимум, °C      | 27,2           | 30,0           | 31,7           | 35,6           | 36,7           | 41,1           | 41,7           | 40,6           | 40,0           | 35,6           | 30,6           | 28,9           | 41,7           |
| Середній максимум, °C        | 16,1           | 18,9           | 22,8           | 25,6           | 30,0           | 32,8           | 34,4           | 33,3           | 30,6           | 26,7           | 21,7           | 17,2           | 25,9           |
| Середній мінімум, °C         | 2,2            | 3,9            | 6,7            | 10,0           | 15,0           | 19,4           | 21,7           | 21,1           | 18,3           | 12,2           | 7,2            | 3,3            | 11,8           |
| Абсолютний мінімум, °C       | −18,9          | −10,6          | −8,9           | −2,2           | 5,0            | 8,9            | 14,4           | 13,3           | 7,2            | −1,1           | −5,6           | −10,6          | −18,9          |
| Норма опадів, мм             | 111            | 91             | 83             | 75             | 82             | 130            | 119            | 137            | 95             | 98             | 63             | 81             | 97             |
| ---------------------------- | -------------- | -------------- | -------------- | -------------- | -------------- | -------------- | -------------- | -------------- | -------------- | -------------- | -------------- | -------------- | -------------- |
| Джерело: The Weather Channel |                |                |                |                |                |                |                |                |                |                |                |                |                |

## Демографія
Згідно з переписом 2010 року, у місті мешкало 129 осіб у 57 домогосподарствах у складі 38 родин. Густота населення становила 54 особи/км².  Було 69 помешкань (29/км²).
Расовий склад населення:
| - 79,8 % — білих - 17,1 % — чорних або афроамериканців - 3,1 % — осіб інших рас |

До двох чи більше рас належало 0,0 %. Частка іспаномовних становила 3,1 % від усіх жителів.
За віковим діапазоном населення розподілялося таким чином: 24,0 % — особи молодші 18 років, 58,2 % — особи у віці 18—64 років, 17,8 % — особи у віці 65 років та старші. Медіана віку мешканця становила 42,2 року. На 100 осіб жіночої статі у місті припадало 95,5 чоловіків;  на 100 жінок у віці від 18 років та старших — 96,0 чоловіків також старших 18 років.
Середній дохід на одне домашнє господарство  становив 127 957 доларів США (медіана — 40 625), а середній дохід на одну сім'ю — 176 079 доларів (медіана — 61 563). За межею бідності перебувало 24,0 % осіб, у тому числі 37,5 % дітей у віці до 18 років та 24,1 % осіб у віці 65 років та старших.
Цивільне працевлаштоване населення становило 51 осіб. Основні галузі зайнятості: освіта, охорона здоров'я та соціальна допомога — 47,1 %, публічна адміністрація — 21,6 %, виробництво — 15,7 %, сільське господарство, лісництво, риболовля — 9,8 %.